# Satoru Močizuki
Satoru Močizuki (japonsko 望月 聡), japonski nogometaš, * 18. maj 1964.
Za japonsko reprezentanco je odigral 7 uradnih tekem.